# Dorama del 2011
Questa è una lista di dorama del 2011 per indice di ascolto prodotti dalle reti televisive nazionali giapponesi.

## Lista didoramastagionali del 2011
| Titolo                                            | Stagione, orario    | Genere                        | Canale TV, ascolti | Protagonisti                                                                 | Temi musicali                | Episodi | Opere correlate                     |
| ------------------------------------------------- | ------------------- | ----------------------------- | ------------------ | ---------------------------------------------------------------------------- | ---------------------------- | ------- | ----------------------------------- |
| Taisetsu na koto wa subete kimi ga oshiete kureta | Inverno 17/1-28/3   | Scolastico romantico          | Fuji TV            | Haruma Miura Erika Toda                                                      | Yūki Hayashi Porno Graffitti | 10      |                                     |
| Control                                           | Inverno             |                               |                    |                                                                              |                              |         |                                     |
| Bartender                                         | Inverno 4/2-2/4     | Lavorativo                    | TV Asahi           | Masaki Aiba                                                                  |                              | 8       | Bartender (manga)                   |
| School!                                           | Inverno             | Scolastico                    |                    |                                                                              |                              |         |                                     |
| BOSS 2                                            |                     |                               |                    |                                                                              |                              |         |                                     |
| Jin 2                                             | Primavera           | Storico medico                | TBS                |                                                                              |                              | 11      | Jin (manga)                         |
| Asuko March!                                      | Primavera 24/4-3/7  | Scolastico commedia           | TV Asahi           |                                                                              |                              | 9       |                                     |
| Marumo no Okite                                   | Primavera           |                               |                    |                                                                              |                              |         |                                     |
| Inu o kau to iu koto                              | Primavera 15/4-10/6 | Familiare                     | TV Asahi           | Ryō Nishikido                                                                |                              | 9       |                                     |
| Umareru                                           | Primavera 22/4-24/6 | Drammatico familiare medico   | TBS                |                                                                              |                              | 10      |                                     |
| Hanazakari no kimitachi e                         | Estate 10/7-18/9    | Scolastico commedia romantico | Fuji TV            | Atsuko Maeda Aoi Nakamura Shōhei Miura                                       |                              | 11      | Hana-Kimi Hanazakari no kimitachi e |
| Ikemen desu ne                                    | Estate 15/7-23/9    | Scolastico                    | TBS                | Miori Takimoto Yūta Tamamori Taisuke Fujigaya                                |                              | 11      | Minam-isine-yo                      |
| Zettai Reido 2                                    | 2011                |                               |                    |                                                                              |                              |         |                                     |
| Team Batista no eiko 3                            | 2011                |                               |                    |                                                                              |                              |         |                                     |
| Arakawa Under the Bridge (serie televisiva)       | Estate 26/7-24/9    | Commedia fantasy              | TBS                | Kento Hayashi Mirei Kiritani Shun Oguri Takayuki Yamada                      |                              | 10      | Arakawa Under the Bridge            |
| Ouran High School Host Club (serie televisiva)    | Estate 22/7-30/9    | Scolastico commedia           | NTV                | Haruna Kawaguchi Yūsuke Yamamoto Shunsuke Daitō Manpei Takagi Shinpei Takagi |                              | 11      | Host Club - Amore in affitto        |
| Bull Doctor                                       | Estate 6/7-14/9     | Lavorativo medico             | NTV                |                                                                              |                              | 11      |                                     |
| Don Quixote (serie televisiva)                    | Estate 9/7-24/9     | Drammatico                    | NTV                | Shōta Matsuda                                                                |                              | 11      |                                     |
| Hi wa mata noboru                                 | Estate 21/7-15/9    | Poliziesco lavorativo         | TV Asahi           | Kōichi Satō Haruma Miura                                                     |                              | 9       |                                     |
| IS - Otoko demo onna demo nai sei                 | Estate 18/7-19/9    | Drammatico medico familiare   | TV Tokyo           | Saki Fukuda Ayame Gōriki                                                     |                              | 10      |                                     |
| Meitantei Conan - Kudō Shin'ichi e no chōsenjō    | Estate 7/7-29/9     | Giallo poliziesco             | NTV                | Junpei Mizobata                                                              |                              | 13      | Detective Conan                     |
| Watashi wa shadow                                 | 2011                |                               |                    |                                                                              |                              |         |                                     |
| Kaseifu no Mita                                   | 2011                |                               |                    |                                                                              |                              |         |                                     |
| Nazotoki wa dinner no ato de                      | 2011                |                               |                    |                                                                              |                              |         |                                     |
| Yokai Ningen Bem (serie televisiva)               | Autunno 22/10-24/12 | Sovrannaturale                | NTV                | Kazuya Kamenashi Anne Watanabe                                               |                              | 10      | Bem il mostro umano                 |